# 7 Mieszany Pułk Kozacki
7 Mieszany Pułk Kozacki (niem. Kosaken-Regiment 7, ros. 7-й Сводно-казачий полк) – oddział wojskowy Wehrmachtu złożony z Kozaków podczas II wojny światowej
Pułk został sformowany w sierpniu 1942 r. w obozie zbiorczym dla Kozaków w Szepietowce na Ukrainie. Liczył ok. 1 tys. ludzi. Składał się z dziesięciu sotni kawalerii. Od października tego roku pułk działał w rejonie Dorohobuża. W listopadzie/grudniu I i II batalion pułku zostały przekształcone w 624 Batalion Kozacki i 625 Batalion Kozacki.